# Івацевичі (станція)
Івацевичі (біл. Івацэвічы) — станція Берестейського відділення Білоруської залізниці в Івацевицькому районі Брестської області. Розташована в місті Івацевичі.